# Severed Survival
Severed Survival è il primo album degli Autopsy, pubblicato nel 1989.

## Tracce
1. Charred Remains – 3:40
2. Service for a Vacant Coffin – 2:51
3. Disembowel – 4:05
4. Gasping for Air – 3:20
5. Ridden with Disease – 4:53
6. Pagan Savior – 4:10
7. Impending Dread – 4:46
8. Severed Survival – 3:28
9. Critical Madness – 4:32
10. Embalmed – 3:02
11. Stillborn – 2:48

## Formazione
- Chris Reifert - voce, batteria
- Danny Coralles - chitarra
- Eric Cutler - chitarra
- Steve DiGiorgio - basso